# وليام مورغان
وليام مورغان (بالإنجليزية: William S. Morgan) (و. 1801 – 1878 م) هو سياسي من الولايات المتحدة الأمريكية .